# قدر الطبيعة
كتاب قدر الطبيعة (بالإنجليزية: Nature's Destiny)‏ كيف تكشف قوانين البيولوجيا العلة الغائية في الكون، من تأليف مايكل ج دنتون، عالم بيولوجيا ولهُ أبحاث في علم الوراثة التطورية، وهو مؤلف كتاب نظرية التطور: نظرية في أزمة الذي يعتبر كتابهُ الأول ثم صدر هذا الكتاب بعده.
مقدمة الغلاف :هل النوع البشري منتج مركزي في الكون أم أنه مجرد صدفة تناسبت مع الكون، قد تغير الاكتشافات المتفجرة في علم البيولوجيا «علم الحياة» في منتصف القرن الماضي بشكل جذري الجواب العلمي لهذا الجدل.
في كتابهِ قدر الطبيعة يطوف مايكل دنتون عبر مساحة مدهشة من الدلائل البيولوجية والكيماوية والفيزيائية ليجيب بشكل كلي على سؤال بسيط: هل يمكن للحياة في مكان آخر من هذا الكوكب أن تكون مختلفة، بشكل معتد به، عن الحياة على الأرض؟
هل يجب على هذه الحياة البعيدة أن تكون معتمدة على الكربون والماء والحمض النووي الريبي – الدنا، والحموض الأمينية والبروتينات وهل من الممكن أن يوجد بديل للدنا DNA أو هل يمكن تركيب الدنا من مكونات مختلفة وهل يمكن للخلايا أن تكون مصممة بشكل مختلف.
انطلاقاً من هذه اللبنات يطرح سؤال: هل من الممكن وجود أنواع من الحياة تختلف بشكل جذري عن أنواع الحياة التي نعرفها في سياق التطور على الأرض وهل المخلوقات التي تتخذ شكل الفرد العاقل Homo sapiens هو الشكل الوحيد الممكن للكائنات ذات الذكاء العالي، باعتبار قوانين البيولوجيا التي توجد عبر الكون.
إن الحياة محاطة بحدود صارمة من قوانين الطبيعة؛ فلو، على سبيل المثال، لم تكن النسبة الدقيقة لقوى الروابط الكيماوية الضعيفة والقوية على ما هي عليه، أو كانت الخصائص الحرارية للماء بغير دقتها الحالية، أو لم يمتلك الغلاف الجوي للأرض الخصائص الصحيحة لتتخلص من الأشعة الضارة، سيستحيل وجود كل الكتلة الحيوية المزدهرة التي تعيش فوق الأرض.
فلكي تتطور الحياة أبعد من مؤشر المستحاثة المريخية المشهورة ستحتاج إلى كوكب مثل الكوكب الأرضي وإلى غلاف جوي كالغلاف الأرضي وإلى محيطات كمحيطات الأرض.
عبر الثلاثين السنة الماضية، أثار فيزيائيون مثل Dyson, Fred Hoyle, Martin Rees, Paul Davies جدلاً مفاده أن الكون قد ضبط بدقة متناهية ليتوافق مع الحياة المعتمدة على عنصر الكربون.
ويقوم الأسناذ دنتون بتعميق النقاش إلى مدى أبعد من ذرة الكربون إلى أشكال الحياة المعقدة والمتطورة التي تشابه تركيبنا بشدة، مبيناً أن كتلتنا الحيوية مركزية الوجود في قدر الطبيعة.
ربما قد يوجد بشر يشبهوننا ولهم ست أصابع مثلاً في مكان ما من الكون، لكن قوانين الطبيعة قد ضبطت بدقة لتصل في نهاية الطريق إلى النوع البشري.

## المؤلف
مايكل دنتون
باحث في اختصاص الوراثيات البشرية الجزيئية في جامعة أوتاجو في نيوزيلندا، حيث يعمل منذ 1990، حصل على شهادة الطب من جامعة بريستول 1969، ودكتورا فلسفة العلوم في اختصاص البيولوجيا التطورية من كلية الملوك kings college في لندن 1974، ومنذ عام 1984 تركز بحثه على وراثيات المرض الشبكي البشري، كتب وشارك في كتابة أكثر من سبعين مقالاً في الدوريات المتخصصة وله كتاب سابق بعنوان : نظرية التطور: نظرية مأزومة.

## تقريظ الكتاب
قال جون س بولكينغ هورن صاحب كتاب The Faith of a Physicist:
هذا الكتاب يحفز طوراً جديداً في النقاش حول وجود كمون متأصل في الطبيعة. ويعمل في العلوم البيولوجية ما فعلته النقاشات السابقة المبنية على الفيزياء بخصوص المبدأ الإنساني وقضايا التصميم، ما فعلته في علم الفلك.
إنه مهم ومثير للإعجاب.
ويقول ديفيد بيرلينسكي مؤلف كتاب جولة في عالم الحساب A Tour of The Calculus
هذا الكتاب لهُ أهمية علمية فائقة: بكل التأصيل والتعميق، هو في الحقيقة فلسفة استشرافية طبيعية من النمط الرفيع، يحتاج الفلاسفة لقراءته لأنه مثير للاهتمام والبيولوجيين أيضاً لأنه ربما لم يمر عليهم مطلقاً شيء يشبهه والقراء العاديين سوف يسرهم هذا الكتاب لأفضلية منطقهِ لما يجب أن يفعله كتاب عن الحياة ونادراً ما يفعل وذلك بإعادة إحساس الإعجاب الذي اعتقدوا انهم فقدوه.
يقول الأستاذ مايكل بهي مؤلف كتاب الصندوق الأسود لدراون:
في هذا الكتاب المثير يفصل مايكل دنتون التقدم العلمي غير المتوقف باتجاه استنتاج غير متوقع وهو ان الكون قد صمم بشكل مقصود للكائن البشري.
ومن قوانين الفيزياء إلى الكيمياء إلى البيولوجيا ومن خصائص الماء إلى صفات النار يظهر دنتون أن غاية الكون هي الحياة البشرية. إن الآثار العلمية والفكرية لهذه الدراسة هائلة.
صدر بعد كتابهِ الأول نظرية التطور: نظرية مأزومة وإن كان الكتاب الأول أحدث ضجيجاً إعلامياً أكبر قبل عقد من الزمن ويعد كتاب تصميم الحياة للمؤلف وليم ديمبسكي أحدث من كتاب دنتون نظرية التطور: نظرية مأزومة وأهم لأنه بنى على ما وضعه دنتون وغيره، ويعتبر دنتون الكتاب توسعة وشرح لكتاب ملاءمة الطبيعة لعالم الكيمياء الحيوية هندرسون.

## محتويات الكتاب
- الجزء الأول الحياة

وفيه فصول متعددة عن تناغم الدوائر الحياتية ودور الماء والضوء وعناصر الأرض والكربون والغازات وشكل الشريط الوراثي ودقة العمليات على المستوى النانوي ودور المعادن.
- الجزء الثاني التطور

وفيه فصول عن شجرة الحياة ومبدأ الكثرة، وعين سرطان البحر ثم استنتاج عن السلسلة الطويلة من المصادفات.
- ملاحق

ومنها السكر والغليكوجين، الشحوم، الفوسفات، حمض الخل، الدارئات (تراكيب تمنع تغير درجة الحموضة المفاجئة)، دارئة البيكربونات.

## الترجمة العربية
صدرت الترجمة العربية لكتاب قدر الطبيعة في 2016

الترجمة العربية لقدر الطبيعة بإصدارها الأول 2016